# 布雷谢洛
布雷谢洛（義大利語：Brescello），是意大利雷焦艾米利亚省的一个市镇。总面积为24平方公里，人口大约5487人，人口密度228.6人/平方公里（2009年）。ISTAT代码为035006。